# ミクロアドベンチャー!
『ミクロアドベンチャー!』(MicroAdventure!)は、東京ディズニーランドにあったアトラクション。
ディズニー映画『ミクロキッズ』シリーズをモチーフにした、立体(3D)映像と体感型を融合させたアトラクション。

## 概要
| ミクロアドベンチャー! | ミクロアドベンチャー! | ミクロアドベンチャー!                             | ミクロアドベンチャー!                             |
| --------------------- | --------------------- | ------------------------------------------------- | ------------------------------------------------- |
| オープン日            | オープン日            | 1997年4月15日                                     | 1997年4月15日                                     |
| クローズ日            | クローズ日            | 2010年5月10日                                     | 2010年5月10日                                     |
| スポンサー            | スポンサー            | ジェーシービー(JCB)                               | ジェーシービー(JCB)                               |
| 所要時間              | 所要時間              | 約18分(メインショー約14分)                        | 約18分(メインショー約14分)                        |
| 定員                  | 定員                  | 369名                                             | 369名                                             |
| 利用制限              |                       | 7歳未満の子供には16歳以上の健全な方の同伴が必要。 | 7歳未満の子供には16歳以上の健全な方の同伴が必要。 |
| ファストパス          | ファストパス          |                                                   | ○（2009年4月15日に対象外）                        |
| シングルライダー      | シングルライダー      |                                                   | 対象外                                            |

同アトラクションは1994年、フロリダのウォルトディズニーワールドにあるEPCOTにオープンした『Honey, I Shrunk the Audience』の日本語版となっている。
アナハイムのディズニーランド、ディズニーランドパリにも『Honey, I Shrunk the Audience』（通常:HISTAと呼ばれる）としてオープンしているが、東京版のみ『ミクロアドベンチャー!』という名称が使用されているのは、映画『Honey, I Shrunk the Kids』の邦題『ミクロキッズ』に倣ったものである。
以前はディズニー・ファストパス対応アトラクションだったが、待ち時間が減少したため、2009年4月15日に対象外となった。ただし、ファストパス対象外になった後でもファストパス発券機は設置されており、その名残を実際に見ることができた（ファストパス発券機にカバーをかけている状態であった）。
もともと、『キャプテンEO』の再演を行うため、2010年7月1日から2011年6月30日までの期間で一時休演の予定であったが、予想以上の反響があったため運営会社であるオリエンタルランドは2011年5月6日に『キャプテンEO』をレギュラーアトラクション化すると発表した。これに伴い、『ミクロアドベンチャー!』は2010年5月10日で終了となった。また、2010年1月現在、すべてのパークで『キャプテンEO』のレギュラー化が発表され、すべての『ミクロアドベンチャー!』や『ミクロ・オーディエンス』は姿を消した。

## 内容
『ミクロキッズ』シリーズで活躍(?)したウェイン・ザリンスキー博士が今年の発明家大賞を受賞することになった。ゲストはイマジネーション研究所のステージで行われる授賞式に参列者として参加する。授賞式が始まるが、ザリンスキー博士は出てこない。博士の息子であるニックとアダムが別の発明を紹介するが、アダムがペットのネズミをコピー機で大量にコピーして、参列者の足元を走り回ったり、バーチャルペットマシンではネコがライオンになったりと、パニックの連続。ようやくザリンスキー博士が登場しミクロマシンが登場するが、ミクロマシンのレーザー光線がザリンスキー博士の息子ニックと客席に当たり、ミクロサイズにされてしまう大事態が起こる。
博士の妻のダイアンは小さくなったニックと客席を見て卒倒。ニックのペットのヘビも小さくなった客席とニックを飲み込もうと大きく口を開く。アダムは小さくなった客席を持ち上げて玩具にしようとするが、周囲がなだめすかして、どうにか元の場所に戻し、ミクロマシンを逆転させて元の大きさに戻す。
なお、セーフティーゴーグル返却場所で耳を澄ますと、ステージ上の会話が聞こえていた。（公式ガイドより）

## 観点設定
プレショーのニュース映像で服部真湖がチャニング会長に新聞を見せる場面で、子供を巨大化させた旨が語られることから『ジャイアント・ベビー（ミクロキッズ2）』の後に設定されている。『ミクロキッズ3』（Honey, We Shrunk Ourselves）の内容については触れられていないため、前後関係は不明。
なお、『ミクロキッズ3』はオリジナルビデオで劇場公開はされていない。『ミクロキッズ3』の販売開始は、本アトラクションのオープン1か月前の1997年3月である。

## 出演
役名（俳優）：日本語吹替え声優 の形式で記す。なお、劇場内後列の座席にはヘッドホンが用意されており、原語（英語）と中国語吹き替えを聞く事ができた。
- ナイジェル・チャニング博士（エリック・アイドル） : 高島忠夫
- ウェイン・ザリンスキー博士（リック・モラニス） : 高嶋政伸
- ダイアン・ザリンスキー（妻）（マーシャ・ストラスマン） : 深見梨加
- ニック・ザリンスキー（長男）（ロバート・オリヴェリ） : 菊池英博
- アダム・ザリンスキー（次男）（ダニエル・シャリカー/ジョシュア・シャリカー） : 不明
- ワールド・ニュース・ネットワーク（WNN）レポーター（服部まこ） : 服部真湖

## スタッフ
- ディレクター: Randall Kleiser
- プロデューサー: Thomas G. Smith
- エグゼクティブプロデューサー: Steven Keller
- ビジュアルエフェクト: Eric Brevig

## 音楽
- 作曲: ブルース・ブロートン
  - 本アトラクションのテーマ曲は、作曲者自身も曲名すら決めていない。
  - 2008年12月にユーキャンから通信販売で発売されたCD-BOXセット『東京ディズニーリゾート・ミュージックコレクション"ドリーム"』に、収録時間1分45秒で本アトラクションのテーマ音楽が収録されており、2015年時点でも唯一である。

## 来歴
本アトラクションの設置場所では代々、立体映像による映画型アトラクションが上映されていた。
1. 『エターナル・シー』（開園 - ）
2. 『マジック・ジャーニー』（1985年1月17日 - ）
3. 『キャプテンEO』（1987年3月20日 - 1996年9月1日）
4. 『ミクロアドベンチャー』（1997年4月15日 - 2010年5月10日）
5. 『キャプテンEO』※再演（2010年7月1日 - 2014年6月30日）
6. 『スティッチ・エンカウンター』（2015年7月17日 - ）

## 関係事項
- トゥモローランド
- ミクロ・オーディエンス